# Walter Dux
Walter Dux (geboren am 8. Januar 1889 in Hildesheim; gestorben 29. Juni 1987 in London) war ein deutscher Chemiker und Unternehmer.

## Leben
Walter Dux wuchs in einer jüdischen Familie auf. Sein Vater gehörte zur Synagogengemeinde in Hildesheim. Walter Dux besuchte das dortige Gymnasium Andreanum. Von 1907 bis 1909 studierte er an der Technischen Hochschule Darmstadt und bis 1912 an der Technischen Hochschule Hannover. 1912 wurde er Diplom-Ingenieur und promovierte bereits 1913 bei dem Physikochemiker Max Bodenstein mit der Dissertation Zur photochemischen Kinetik des Chlorknallgases. Von 1913 bis 1914 arbeitete er am Physikalisch-technischen Institut der Universität Breslau. Während des Ersten Weltkriegs kämpfte er als Soldat. 1921 heiratete er die 1898 geborene Marga Sichel, Tochter von Ferdinand Sichel, dem Gründer der Kleister-Fabrik Sichel in Hannover. Mit ihr hatte er zwei Kinder, Erich Ferdinand William, geboren am 28. August 1922, und Eva Maria, geboren am 18. Juni 1926.
Von 1921 bis 1936 war Dux Betriebsdirektor und Chefchemiker der Sichel-Werke Hannover, ab 1926 Vorstandsmitglied. Seit den späten 1920er Jahren beschäftigte er den hannoverschen Grafiker Christof Spengemann, der unkonventionelle Werbung in Text und Bild für die Produkte der Firma entwarf.
Im Dezember 1936 emigrierte Dux mit seinen beiden Kindern nach Richmond bei London, wo die Sichel Adhesives Richmond Ltd., ein 1926 gegründetes Tochterunternehmen der Sichel-Werke, ihren Sitz hatte. Seine Frau folgte ein halbes Jahr später. Das hannoversche Werk übernahm 1936 der Chemiker Ferdinand Supf, dessen chemische Betriebe 1931 in die Sichel-Werke eingegliedert worden waren. Er leitete das hannoversche Werk bis 1962. Die Familie Dux wurde 1939 ausgebürgert. 1940 erkannte die Technische Hochschule Hannover den Doktortitel von Walter Dux ab. Nach dem Zweiten Weltkrieg besuchte Dux mehrfach Hannover. Aus Anlass des fünfzigsten Promotionsjubiläums 1963 wurde seine Promotionsurkunde seitens der mathematisch-naturwissenschaftlichen Fakultät der Universität Hannover erneuert. Dux übergab der Universität aus diesem Anlass eine Kette seines Doktorvaters Bodenstein, die fortan in einer Vitrine verwahrt, aber 2016 gestohlen wurde.
Walter Dux unterstützte den in England im Exil lebenden hannoverschen Künstler Kurt Schwitters durch eine regelmäßige Geldzuwendung. 1946/47 übernachtete dieser mehrmals bei Familie Dux und stellte dort auch eigene Werke unter.
Das Sprengel Museum Hannover verwahrt als Leihgabe der Ernst und Kurt Schwitters Stiftung zahlreiche Briefe von Walter Dux. Weitere Briefe finden sich in der Tate Gallery in London.

## Ehrungen
Die Gottfried Wilhelm Leibniz Universität Hannover benannte einen Hörsaal nach Walter Dux und ehrt ihn seit 2015 auf einer Ehrentafel im zentralen Lichthof an einer „Gedenkwand zur Erinnerung an Hochschulangehörige, die in der NS-Zeit von Unrechtsmaßnahmen betroffen waren“.